# Das Neue Jahrhundert
Xin Shiji (chinesisch 新世纪, auch Nouveau Siècle, New Era) war eine 1906 von Li Yuying gemeinsam mit Wu Zhihui und Zhang Jingjiang gegründete und ab Mitte 1907 regelmäßig bis zum Jahre 1910 zweiwöchentlich erscheinende anarchistische Zeitschrift. Sie erschien in chinesischer Sprache im Stile des bekannten französischen Anarchisten-Blattes Les Temps Nouveaux. Somit war sie in der Zeit vor der chinesischen Revolution, mit der im Jahre 1911 die Qing-Dynastie abgelöst wurde, das Sprachrohr der chinesischen Exilstudenten in Frankreich.

## Geschichte
Zwischen Juni 1907 und Mai 1910 erschienen 121 Ausgaben. Neben Angriffen auf die Rückständigkeit und Korruptheit der Qing-Monarchie und dem Verdammen traditioneller Institutionen, wie der Familie (Li Shizeng schlug 1909 sogar vor, heiraten zu verbieten), lieferte das Blatt Übersetzungen von Beiträgen der westlichen Anarchisten aus Les Nouveaux Temps. Darunter Artikel von Pjotr Alexejewitsch Kropotkin, Pierre-Joseph Proudhon und Élisée Reclus (von Li Yuying ist überliefert, dass er persönlich Kropotkins Gegenseitige Hilfe bei Menschen und Tieren übersetzt hat).
Die Veröffentlichung des Neuen Jahrhunderts hat entscheidend die Richtung dieser chinesischen Anarchistengruppe, der sogenannten frankophilen Lobby, geprägt, die sie deutlich von der sich zur selben Zeit gebildeten chinesischen Anarchistengruppe in Tokyo abhob. Das Blatt propagierte nicht eine Rückkehr zu einer idealisierten, nicht von den Annehmlichkeiten des modernen Lebens korrumpierbaren bäuerlichen Utopie, sondern sprach sich klar für die Segnungen von Bildung und Wissenschaft aus – ganz im Sinne von Kropotkin und Reclus. In den Augen ihrer Herausgeber war Frankreich eine Republik par excellence – frei von den ihrer Meinung nach unheilvollen Einflüssen von Monarchie und Kirche und daher mit idealen Umweltbedingungen für das Arbeiten und Lernen.
Noch 1912 ließ Cai Yuanpei, nachdem er zum ersten Erziehungsminister in der neuen chinesischen Republik ernannt worden war, seine geistige Übereinstimmung mit dem Neuen Jahrhundert erkennen, indem er die Ideale der französischen Revolution, Freiheit, Gleichheit und Brüderlichkeit, praktisch mit konfuzianischen Werten wie Ren (仁 – zu übersetzen etwa mit Güte oder Menschlichkeit) gleichsetzte.